# Димосия (Лемнос)
Димосия (греч. Δημοσιά) — сельскохозяйственные угодья на греческом острове Лемнос, в муниципалитете Мудроса и муниципальном районе Контопули. Впервые упоминается во времена Византийской империи.

## История
Димосия находилась севернее Контопули и немножко севернее деревушки Агиос Александрос. Впервые упомянута в 1415 году. Первоначально называлась Димосяй.
Позже Димосия была разрушена. В 1858 году немецкий исследователь Конц открыл обработанную область в полях между Контопули и мысом Кейп